# Rhynchozoon splendens
Rhynchozoon splendens är en mossdjursart som beskrevs av Hayward 1988. Rhynchozoon splendens ingår i släktet Rhynchozoon och familjen Phidoloporidae. Inga underarter finns listade i Catalogue of Life.